# Kiss Ernő (matematikus)
Kiss Ernő (Székelyszenterzsébet, 1914. szeptember 23. – Kolozsvár, 1990. január 30.) matematikus, egyetemi oktató, szakíró.

## Életútja
Középiskolába a marosvásárhelyi Református Kollégiumba járt, melyet 1931-ben végzett el. Diplomáját a kolozsvári I. Ferdinánd Egyetemen szerezte matematika szakon, 1936-ban. Pedagógusként először a zilahi Református Kollégiumban tanított 1936-ban, majd a marosvásárhelyi Református Kollégiumban, a marosvásárhelyi hadapródiskolában és a szászrégeni tanítóképzőben.
1949-ben tanársegédként dolgozott a marosvásárhelyi OGYI gyógyszerészeti karán, 1950-től 1981-es nyugállományba vonulásáig a kolozsvári egyetemen (előbb Bolyai, majd Babeṣ–Bolyai) előadótanárként működött. Fő kutatási területei a számelmélet és a matematikai módszertan voltak. Tanulmányai megjelentek számos szakfolyóiratban.
1957-től szerkesztője volt a Matematikai és Fizikai Lapoknak, melyben szintén napvilágot látott több írása. Románból és oroszból fordított középiskolai és egyetemi mennyiségtani és módszertani könyveket. Megírta a Culegeri de probleme de matematică trigonometria fejezetét.

## Művei
- Feladatgyűjtemény középiskolai matematikai körök számára I-II (Cseke Vilmos és Radó Ferenc közreműködésével, 1957, 1959)
- A számelmélet elemei (1. kiadás: 1960, 2. kiadás: Dacia, Antenna, Kolozsvár, 1987)

## Emlékezete
Székely János, akinek Kiss Ernő a hadapródiskolában volt tanára, híres regényében, a Nyugati hadtestben így ír róla:
„Kísérletet tett arra, hogy érdekfeszítő logikai játékká, afféle cserkészfeladattá tegye a napi leckét: ravaszkásan, rejtélyeskedve magyarázott; apránként, óvatosan igyekezett egy-egy új összefüggést megközelíteni; közel, minél közelebb vezetett minket a soron levő felismeréshez, s amikor már olyan közel volt, hogy szinte csak a kezét kellett volna kinyújtania érte (mondhatni egyetlen lépésre a céltól), egyszerre megtorpant, elhallgatott, s tőlünk remélte, hogy megtesszük helyette az utolsó lépést.”
Sírja a Házsongárdi temető I.c. parcellájában van.